# Juan Pedro Heguy
Juan Pedro Heguy (Villalonga, Provincia de Buenos Aires; 11 de junio de 1957) es un expiloto argentino de automovilismo. Desarrolló su carrera deportiva a nivel zonal y nacional, siendo destacadas sus incursiones en las clases 2 y 3 del Turismo Nacional. Debutó profesionalmente En la clase 3 del Zonal Regional del Sur Bonaerense, en el año 1984, mientras que en 1985 debutó en la clase 2 del Turismo Nacional. Su carrera tuvo un parate entre 1988 y 1996, para luego retornar en 1997.
Fue campeón de la clase 2 del TN en los años 2004 y 2005, al comando de un Ford Escort. Tras la obtención de estos títulos, ascendió a la clase 3 en el año 2006, donde compitió hasta el año 2011, poniendo punto final a su carrera deportiva.
Entre sus relaciones personales, su hermana Celia está casada con el piloto Néstor Percaz, campeón de la clase 11 y bicampeón de la clase 2 del Turismo Nacional y con quien Juan Pedro compartió gran parte de su carrera deportiva. Asimismo, es tío del también campeón de la clase 2 Adrián Percaz, mientras que su hermano mayor Néstor (1955-2018), supo ser también piloto de automovilismo, habiendo competido en la categoría zonal TC de la Comarca, de la cual supiese proclamarse campeón en los años 2000 y 2005.

## Trayectoria
| Año  | Categoría                                | Automóvil          |
| ---- | ---------------------------------------- | ------------------ |
| 1984 | Monomarca Regional 3                     | Fiat 128           |
| 1985 | Debut en la Clase 2 del Turismo Nacional | Fiat 128           |
| 1986 | Clase 2 del Turismo Nacional             | Fiat 128           |
| 1987 | Clase 2 del Turismo Nacional             | Fiat Súper Europa  |
| 1997 | Clase 2 del Turismo Nacional             | Ford Escort Ghía   |
| 1997 | Clase 2 del Turismo Nacional             | Ford Escort Ghía   |
| 1998 | Clase 2 del Turismo Nacional             | Ford Escort Ghía   |
| 1999 | Clase 2 del Turismo Nacional             | Ford Escort Ghía   |
| 2000 | Clase 2 del Turismo Nacional             | Ford Escort VI     |
| 2001 | Clase 2 del Turismo Nacional             | Ford Escort VI     |
| 2002 | Clase 2 del Turismo Nacional             | Ford Escort VI     |
| 2003 | Clase 2 del Turismo Nacional             | Ford Escort VI     |
| 2004 | Campeón de Clase 2 del Turismo Nacional  | Ford Escort VI     |
| 2005 | Campeón de Clase 2 del Turismo Nacional  | Ford Escort VI     |
| 2006 | Debut en la Clase 3 del Turismo Nacional | Chevrolet Astra II |
| 2007 | Clase 3 del Turismo Nacional             | Chevrolet Astra II |
| 2008 | Clase 3 del Turismo Nacional             | Chevrolet Astra II |
| 2009 | Clase 3 del Turismo Nacional, 4 carreras | Chevrolet Astra II |
| 2010 | Clase 3 del Turismo Nacional, 6 carreras | Chevrolet Astra II |
| 2011 | Clase 3 del Turismo Nacional             | Chevrolet Astra II |

- [5][6]

## Palmarés
| Título  | Categoría                    | Automóvil      | Año  |
| ------- | ---------------------------- | -------------- | ---- |
| Campeón | Clase 2 del Turismo Nacional | Ford Escort VI | 2004 |
| Campeón | Clase 2 del Turismo Nacional | Ford Escort VI | 2005 |